# Општина Монтереј (Нови Леон)
Монтереј (шп. Monterrey) општина је у Мексику у савезној држави Нови Леон. Општина се налази на надморској висини од 530 м.

## Становништво
Према подацима из 2010. у општини је живело 1135550 становника.

### Хронологија
| Година       | 2000                      | 2005                      | 2010                      |
| ------------ | ------------------------- | ------------------------- | ------------------------- |
| Становништво | 1110997 (547618 / 563379) | 1133814 (559877 / 573937) | 1135550 (561656 / 573894) |

### Попис
| \| \| м \| \| \| ж \| \| 0—2 \| 26.034 \| \| \| 25.118 \| \| 3—5 \| 26.985 \| \| \| 26.294 \| \| 6—11 \| 57.083 \| \| \| 55.529 \| \| 12—14 \| 27.040 \| \| \| 26.141 \| \| 15—17 \| 28.034 \| \| \| 27.417 \| \| 18—24 \| 70.680 \| \| \| 68.557 \| \| 60+ \| 60.625 \| \| \| 75.110 \| \| Просек : \| 31,5 \| \| \| 32,5 \| |        |  |  |        |
| |        |  |  |        |
| | м      |  |  | ж      |
| 0—2 | 26.034 |  |  | 25.118 |
| 3—5 | 26.985 |  |  | 26.294 |
| 6—11 | 57.083 |  |  | 55.529 |
| 12—14 | 27.040 |  |  | 26.141 |
| 15—17 | 28.034 |  |  | 27.417 |
| 18—24 | 70.680 |  |  | 68.557 |
| 60+ | 60.625 |  |  | 75.110 |
| Просек : | 31,5   |  |  | 32,5   |

| #   | Индикатор                                                                                        | Вредност |
| --- | ------------------------------------------------------------------------------------------------ | -------- |
| 1   | Становништво од 0 до 2 године                                                                    | 51152    |
| 2   | Мушко становништво од 0 до 2 године                                                              | 26034    |
| 3   | Женско становништво од 0 до 2 године                                                             | 25118    |
| 4   | Становништво са 3 и више година                                                                  | 1070845  |
| 5   | Мушко становништво са 3 и више година                                                            | 528852   |
| 6   | Женско становништво са 3 и више година                                                           | 541993   |
| 7   | Становништво са 5 и више година                                                                  | 1035339  |
| 8   | Мушко становништво са 5 и више година                                                            | 510924   |
| 9   | Женско становништво са 5 и више година                                                           | 524415   |
| 10  | Становништво са 12 и више година                                                                 | 904954   |
| 11  | Мушко становништво са 12 и више година                                                           | 444784   |
| 12  | Женско становништво са 12 и више година                                                          | 460170   |
| 13  | Становништво са 15 и више година                                                                 | 851773   |
| 14  | Мушко становништво са 15 и више година                                                           | 417744   |
| 15  | Женско становништво са 15 и више година                                                          | 434029   |
| 16  | Становништво са 18 и више година                                                                 | 796322   |
| 17  | Мушко становништво са 18 и више година                                                           | 389710   |
| 18  | Женско становништво са 18 и више година                                                          | 406612   |
| 19  | Становништво од 3 до 5 година                                                                    | 53279    |
| 20  | Мушко становништво од 3 до 5 година                                                              | 26985    |
| 21  | Женско становништво од 3 до 5 година                                                             | 26294    |
| 22  | Становништво од 6 до 11 година                                                                   | 112612   |
| 23  | Мушко становништво од 6 до 11 година                                                             | 57083    |
| 24  | Женско становништво од 6 до 11 година                                                            | 55529    |
| 25  | Становништво од 8 до 14 година                                                                   | 129254   |
| 26  | Мушко становништво од 8 до 14 година                                                             | 65686    |
| 27  | Женско становништво од 8 до 14 година                                                            | 63568    |
| 28  | Становништво од 12 до 14 година                                                                  | 53181    |
| 29  | Мушко становништво од 12 до 14 година                                                            | 27040    |
| 30  | Женско становништво од 12 до 14 година                                                           | 26141    |
| 31  | Становништво од 15 до 17 година                                                                  | 55451    |
| 32  | Мушко становништво од 15 до 17 година                                                            | 28034    |
| 33  | Женско становништво од 15 до 17 година                                                           | 27417    |
| 34  | Становништво од 18 до 24 године                                                                  | 139237   |
| 35  | Мушко становништво од 18 до 24 године                                                            | 70680    |
| 36  | Женско становништво од 18 до 24 године                                                           | 68557    |
| 37  | Женско становништво од 15 до 49 година                                                           | 302689   |
| 38  | Становништво са 60 и више година                                                                 | 135735   |
| 39  | Мушко становништво са 60 и више година                                                           | 60625    |
| 40  | Женско становништво са 60 и више година                                                          | 75110    |
| 41  | Однос између мушкараца и жена                                                                    | 97.87    |
| 42  | Становништво од нуле до 14 година                                                                | 270224   |
| 43  | Становништво од 15 до 64 године                                                                  | 758423   |
| 44  | Становништво од 65 година и више                                                                 | 93350    |
| 45  | Просечан број деце                                                                               | 2.13     |
| 46  | Становништво рођено у ентитету                                                                   | 842459   |
| 47  | Мушко становништво рођено у ентитету                                                             | 419416   |
| 48  | Женско становништво рођено у ентитету                                                            | 423043   |
| 49  | Становништво рођено у другом ентитету                                                            | 252640   |
| 50  | Мушко становништво рођено у другом ентитету                                                      | 121766   |
| 51  | Женско становништво рођено у другом ентитету                                                     | 130874   |
| 52  | Становништво од 5 година и више резидентно у ентитету у јуну 2005. године                        | 972720   |
| 53  | Мушко становништво старосног доба од 5 година и више, резидентно у ентитету у јуну 2005. године  | 479472   |
| 54  | Женско становништво старосног доба од 5 и више година, резидентно у ентитету у јуну 2005. године | 493248   |
| 55  | Становништво од 5 година и више које је живело у другом ентитету у јуну 2005. године             | 35460    |
| 56  | Мушко становништво старије од 5 година које је живело у другом ентитету у јуну 2005. године      | 17471    |
| 57  | Женско становништво старије од 5 година које је живело у другом ентитету у јуну 2005. године     | 17989    |
| 58  | Становништво од 3 године и више које говори аутохтони језик                                      | 11486    |
| 59  | Мушко становништво старо 3 године и више које говори аутохтони језик                             | 5501     |
| 60  | Женско становништво старо 3 године и више које говори аутохтони језик                            | 5985     |
| 61  | Становништво од 3 године и више које говори аутохтони језик и не говори шпански језик            | 24       |
| 62  | Мушко становништво старо 3 године и више које говори аутохтони језик и не говори шпански         | 4        |
| 63  | Женско становништво старо 3 године и више које говори аутохтони језик и не говори шпански језик  | 20       |
| 64  | Становништво старо 3 године и више које говори аутохтони језик и шпански                         | 9107     |
| 65  | Мушко становништво старо 3 године и више које говори аутохтони језик и шпански                   | 4307     |
| 66  | Женско становништво старо 3 године и више које говори аутохтони језик и шпански                  | 4800     |
| 67  | Становништво од 5 година и више које говори аутохтони језик                                      | 11382    |
| 68  | Становништво од 5 година и више које говори аутохтони језик и не говори шпански језик            | 24       |
| 69  | Становништво од 5 година и више које говори аутохтони језик и говори шпански језик               | 9054     |
| 70  | Становништво у домородачким домаћинствима                                                        | 18662    |
| 71  | Становништво са ограничењима у активностима                                                      | 43340    |
| 72  | Становништво са ограниченим ходањем или кретањем, горе или доле                                  | 23620    |
| 73  | Становници са ограничењима вида, чак и уз кориштење сочива                                       | 12422    |
| 74  | Становништво са ограничењима говора, комуникације или конверзације                               | 3487     |
| 75  | Становништво са ограниченим слухом                                                               | 4214     |
| 76  | Становништво са ограничењима при одевању, купању или јелу                                        | 2638     |
| 77  | Становништво са ограничењима у опажању или учењу једноставних ствари                             | 1723     |
| 78  | Становништво са менталним ограничењима                                                           | 5410     |
| 79  | Становништво без ограничења активности                                                           | 1055836  |
| 80  | Становништво од 3 до 5 година које не похађа школу                                               | 19286    |
| 81  | Мушко становништво од 3 до 5 година које не похађа школу                                         | 9753     |
| 82  | Женско становништво од 3 до 5 година које не похађа школу                                        | 9533     |
| 83  | Становништво од 6 до 11 година које не похађа школу                                              | 2628     |
| 84  | Мушко становништво од 6 до 11 година које не похађа школу                                        | 1423     |
| 85  | Женско становништво од 6 до 11 година које не похађа школу                                       | 1205     |
| 86  | Становништво од 12 до 14 година које не похађа школу                                             | 2805     |
| 87  | Мушко становништво од 12 до 14 година које не похађа школу                                       | 1494     |
| 88  | Женско становништво од 12 до 14 година које не похађа школу                                      | 1311     |
| 89  | Становништво од 15 до 17 година похађа школу                                                     | 37942    |
| 90  | Мушко становништво од 15 до 17 година похађа школу                                               | 19163    |
| 91  | Женско становништво између 15 и 17 година живота у школи                                         | 18779    |
| 92  | Становништво од 18 до 24 године похађа школу                                                     | 45167    |
| 93  | Мушко становништво од 18 до 24 године похађа школу                                               | 24037    |
| 94  | Женско становништво од 18 до 24 године похађа школу                                              | 21130    |
| 95  | Становништво од 8 до 14 година које не може да чита и пише                                       | 2063     |
| 96  | Мушко становништво старосног доба од 8 до 14 година које не може да чита и пише                  | 1219     |
| 97  | Женско становништво старосног доби од 8 до 14 година које не може да чита и пише                 | 844      |
| 98  | Становништво од 15 година и више које је неписмено                                               | 19246    |
| 99  | Мушко становништво од 15 година и више које је неписмено                                         | 7838     |
| 100 | Женско становништво од 15 година и више које је неписмено                                        | 11408    |
| 101 | Становништво старо 15 и више година без школовања                                                | 26045    |
| 102 | Мушко становништво старо 15 и више година без школовања                                          | 11305    |
| 103 | Женско становништво старо 15 и више година без школовања                                         | 14740    |
| 104 | Становништво старосног доба 15 и више година са непотпуним основним образовањем                  | 64125    |
| 105 | Мушко становништво старосног доба од 15 година и више са непотпуном основним образовањем         | 28444    |
| 106 | Женско становништво старосног доба 15 и више година са непотпуном основним образовањем           | 35681    |
| 107 | Становништво старо 15 и више година са комплетним основним образовањем                           | 105368   |
| 108 | Мушко становништво старо 15 година и више са комплетним основним образовањем                     | 47144    |
| 109 | Женско становништво старо 15 и више година са комплетним основним образовањем                    | 58224    |
| 110 | Становништво старосног доба 15 и више година са непотпуним средњим образовањем                   | 36276    |
| 111 | Мушко становништво старосног доба од 15 година и више са непотпуним средњим образовањем          | 20299    |
| 112 | Женско становништво старосног доба од 15 година и више са непотпуним средњим образовањем         | 15977    |
| 113 | Становништво старо 15 и више година са пуним секундарном образовањем                             | 187147   |
| 114 | Мушко становништво старосног доба од 15 година и више са пуним секундарном образовањем           | 96188    |
| 115 | Женско становништво старосног доба од 15 година и више са пуним секундарном образовањем          | 90959    |
| 116 | Становништво старије од 18 година са постосновним образовањем                                    | 379997   |
| 117 | Мушко становништво старије од 18 година са постосновним образовањем                              | 192360   |
| 118 | Женско становништво старије од 18 година са постосновним образовањем                             | 187637   |
| 119 | Просечна оцена школовања                                                                         | 10.27    |
| 120 | Просечан ниво образовања мушке популације                                                        | 10.51    |
| 121 | Просечан ниво образовања женског становништва                                                    | 10.05    |
| 122 | Економски активно становништво                                                                   | 488181   |
| 123 | Економски активна мушка популација                                                               | 314922   |
| 124 | Економски активна женска популација                                                              | 173259   |
| 125 | Становништво које није економски активно                                                         | 400050   |
| 126 | Мушко становништво које није економски активно                                                   | 121219   |
| 127 | Женско становништво које није економски активно                                                  | 278831   |
| 128 | Запослено становништво                                                                           | 465522   |
| 129 | Запослено мушко становништво                                                                     | 297564   |
| 130 | Запослено женско становништво                                                                    | 167958   |
| 131 | Незапослена популација                                                                           | 22659    |
| 132 | Незапослена мушка популација                                                                     | 17358    |
| 133 | Незапослена женска популација                                                                    | 5301     |
| 134 | Становништво без права на здравствене услуге                                                     | 265034   |
| 135 | Становништво које има право на здравствене услуге                                                | 837548   |
| 136 | Становништво које има право на ИМСС                                                              | 612050   |
| 137 | Становништво које има право на социјално осигурање                                               | 34653    |
| 138 | Становништво које има право на државно социјално осигурање                                       | 7572     |
| 139 | Становништво које има право на опште осигурање или здравствено осигурање за нову генерацију      | 90816    |
| 140 | Становништво које је било једном или није било у браку током 12 година и више                    | 319045   |
| 141 | Венчано или уједињено становништво од 12 година и више                                           | 474486   |
| 142 | Становништво које је било у браку или уједињено 12 година и више                                 | 95811    |
| 143 | Становништво са католичком религијом                                                             | 945037   |
| 144 | Протестанти, еванђелисти и библијски следбеници различити од еванђелиста                         | 108112   |
| 145 | Становништво са другим религијама различитим од претходних                                       | 1084     |
| 146 | Становништво без религије                                                                        | 42559    |
| 147 | Укупно пописаних домаћинства                                                                     | 293539   |
| 148 | Пописна домаћинства на челу са мушкарцима                                                        | 223034   |
| 149 | Пописна домаћинства на челу са женама                                                            | 70505    |
| 150 | Становништво у пописним домаћинствима                                                            | 1116722  |
| 151 | Становништво у пописним домаћинствима на челу са мушкарцима                                      | 884411   |
| 152 | Становништво у пописним домаћинствима на челу са женама                                          | 232311   |
| 153 | Укупно домаћинстава                                                                              | 346207   |
| 154 | Укупно насељених домаћинстава                                                                    | 297825   |
| 155 | Укупно приватних кућа                                                                            | 341921   |
| 156 | Насељени приватни домови                                                                         | 293539   |
| 157 | Укупно насељених приватних кућа                                                                  | 297668   |
| 158 | Ненасељене приватне куће                                                                         | 37069    |
| 159 | Појединачна домаћинства за привремену употребу                                                   | 11313    |
| 160 | Становници у насељеним приватним кућама                                                          | 1116722  |
| 161 | Насељеност станара у приватним становима                                                         | 3.8      |
| 162 | Просечно становника по соби у приватним насељеним домаћинствима                                  | 0.85     |
| 163 | Појединачна домаћинства са подовима од различитих материјала од земље                            | 280536   |
| 164 | Појединачна домаћинства у приземљу                                                               | 5546     |
| 165 | Појединачна домаћинства са једном спаваћом собом                                                 | 76784    |
| 166 | Појединачна домаћинства са две спаваће собе и више                                               | 209778   |
| 167 | Појединачна домаћинства са једним собом                                                          | 10542    |
| 168 | Појединачна домаћинства са две собе                                                              | 26437    |
| 169 | Појединачна домаћинства са 3 собе и више                                                         | 249224   |
| 170 | Појединачна домаћинства која имају електрично светло                                             | 287183   |
| 171 | Појединачна домаћинства која немају електрично светло                                            | 278      |
| 172 | Појединачна домаћинства која имају водоводну воду у стамбеном простору                           | 283836   |
| 173 | Појединачна домаћинства која немају водоводну воду у стамбеном простору                          | 2824     |
| 174 | Појединачна домаћинства која имају тоалет                                                        | 285785   |
| 175 | Појединачна домаћинства која имају канализацију                                                  | 285225   |
| 176 | Појединачна домаћинства која немају канализацију                                                 | 1134     |
| 177 | Појединачна домаћинства која имају електрично светло, довод воде из јавне мреже и канализацију   | 282203   |
| 178 | Појединачна домаћинства без икаквих услова                                                       | 608      |
| 179 | Појединачна домаћинства која имају радио                                                         | 248025   |
| 180 | Појединачна домаћинства која имају телевизор                                                     | 282642   |
| 181 | Појединачна домаћинства која имају фрижидер                                                      | 276295   |
| 182 | Појединачна домаћинства која имају машину за веш                                                 | 249910   |
| 183 | Појединачна домаћинства која имају аутомобил или комби                                           | 167054   |
| 184 | Појединачна домаћинства која имају рачунар                                                       | 131994   |
| 185 | Појединачна домаћинства која имају фиксну телефонску линију                                      | 197039   |
| 186 | Појединачна домаћинства која имају мобилни телефон                                               | 218955   |
| 187 | Појединачна домаћинства која имају приступ интернету                                             | 114816   |